# Filip-Totju-Nunatak
Der Filip-Totju-Nunatak (bulgarisch нунатак Филип Тотю nunatak Filip Totju) ist ein felsiger, in nord-südlicher Ausrichtung 3,9 km langer, 0,96 km breiter und 650 m hoher Nunatak an der Oskar-II.-Küste des Grahamlands auf der Antarktischen Halbinsel. Er ragt 29,78 km südöstlich des Mount Lagado, 10,36 km westsüdwestlich des Gulliver-Nunataks und 11,1 km nordöstlich des Swift Peak auf. Das Adie Inlet liegt südöstlich von ihm.
Britische Wissenschaftler kartierten ihn 1974. Die bulgarische Kommission für Antarktische Geographische Namen benannte ihn 2013 nach dem bulgarischen Freiheitskämpfer Filip Totju (1830–1907) in Verbindung mit der Ortschaft Filip Totewo im Norden Bulgariens.